# Lagópode-branco

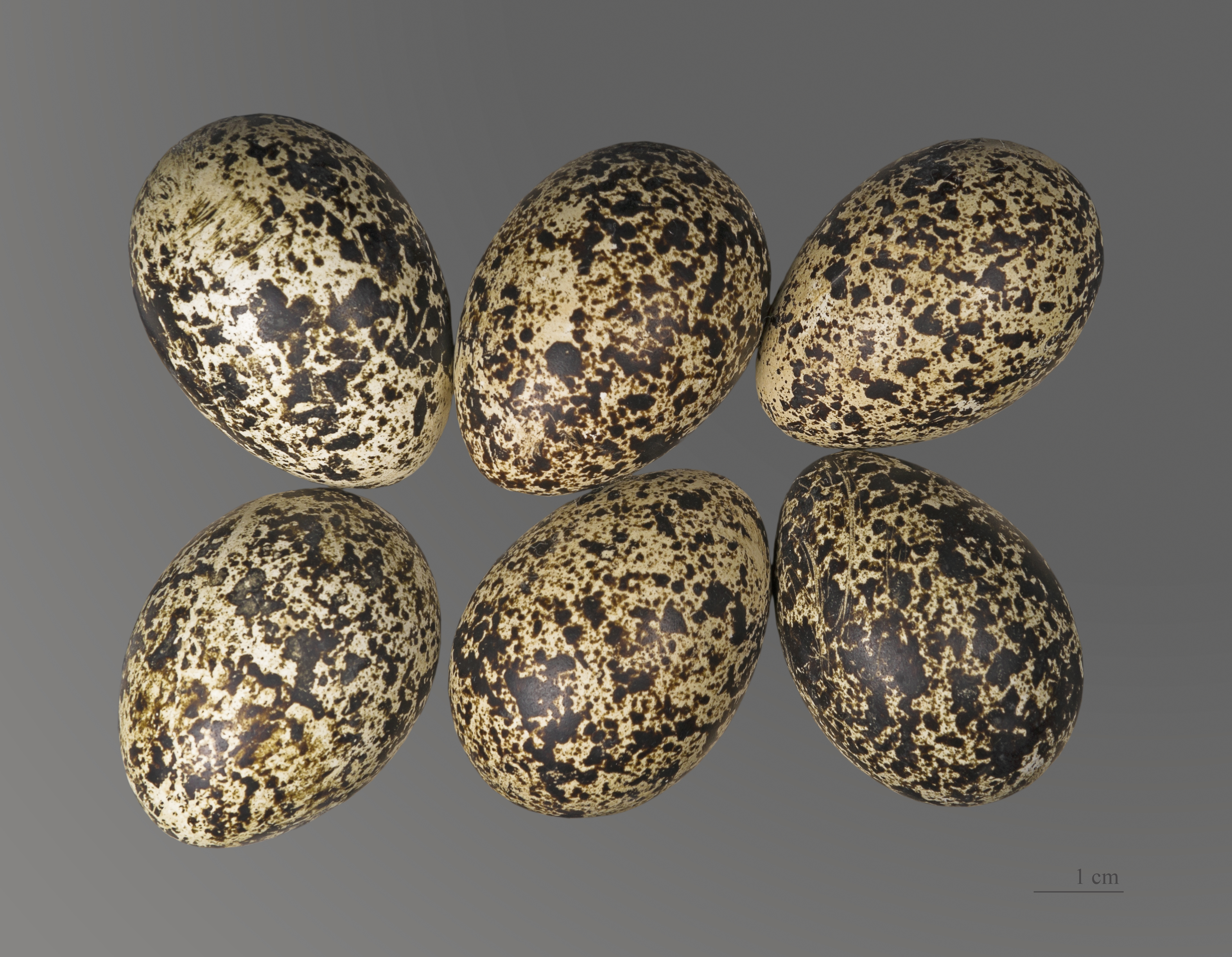
Lagopus muta

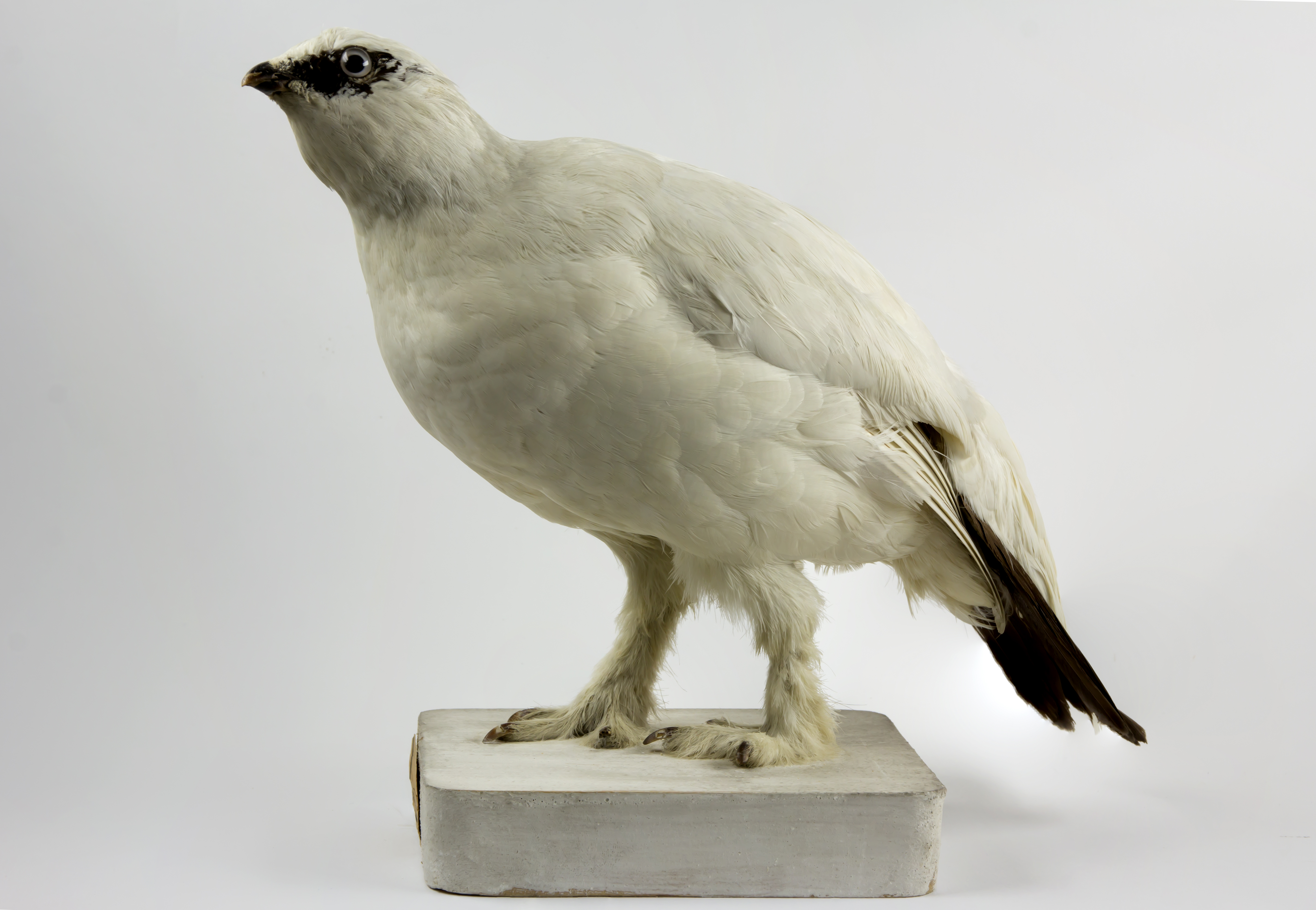
Lagopus muta pyrenaica - MHNT

Lagopus muta, comummente conhecido como lagopo-branco ou lagopo-cinzento é uma ave galiforme pertencente à família dos Fasianideos.

## Etimologia e nomes estrangeiros
Quanto ao nome científico desta espécie:
- o nome genérico, Logoputus, provém do grego antigo λαγώπους (lagópus), termo resultante da aglutinação dos étimos λᾰγώς (lebre) e πούς (pé)[4], pelo que significa «com pés de lebre», por alusão às patas cobertas de penas, características destas aves, as quais fazem lembrar as patas de lebres cobertas de pêlos.
- como o epíteto específico, mutus ou muta, ambos provém do latim mūtus[5] e mūta[6], e significam «mudo, silencioso, desprovido de fala».

O lagopo-branco é conhecido  como "ptarmigan" no Reino Unido e no Canadá, onde é a ave oficial para o território de Nunavut, e a ave de caça oficial para a província de Terra Nova e Labrador.

## Habitat e distribuição
O seu habitat natural é a tundra ártica da Groenlândia, Escócia, América do Norte e Islândia, diversas ilhas do Oceano Ártico, Escandinávia, Sibéria e a zona dos Alpes.